# Värmlands läns norra valkrets
Värmlands läns norra valkrets var i riksdagsvalen till andra kammaren 1911–1920 en egen valkrets med tre mandat. Valkretsen avskaffades inför valet 1921 då hela länet bildade Värmlands läns valkrets.

## Riksdagsledamöter

### 1912–vårsessionen 1914
- Gustaf Olson, lib s
- Alfred Persson, lib s
- Herman Nordström, s

### Höstsessionen 1914
- Gustaf Olson, lib s
- Johannes Hedström, s
- Herman Nordström, s

### 1915–1917
- Alfred Persson, lib s
- Johannes Hedström, s
- Herman Nordström, s

### 1918–1920
- Alfred Persson, lib s
- Emil Andersson, s
- Johannes Hedström, s (1918–1919)
  - Harald Elldin, s (1920)

### 1921
- Valfrid Eriksson, lmb
- Alfred Persson, lib s
- Emil Andersson, s